# السكرتير الفني (مسرحية)
السكرتير الفني هي مسرحية كوميدية مصرية صدرت عام 1968، المسرحية من إخراج عبد المنعم مدبولي وبطولة فؤاد المهندس، شويكار، عبدالمنعم مدبولي، نظيم شعراوي، مديحة حمدي وعبد الوارث عسر.

## قصة المسرحية
مدرس جغرافيا في مدرسة إبتدائي، يشرح لتلاميذه نظرية دوران الأرض حول نفسها، يأتي ولي أمر أحد التلاميذ وهو بائع سمك جاهل ليتشاجر مع الأستاذ نافيًا النظرية، ويطلب الناظر من الأستاذ تغيير رأيه حتى لا تفقد المدرسة النقود الكثيرة التي يدفعها بائع السمك للمدرسة ولكن الأستاذ يرفض حتى لو كلفه الأمر ترك العمل.

## طاقم العمل
- فؤاد المهندس بدور ياقوت عبد المتجلي
- شويكار بدور عزيزة
- عبدالمنعم مدبولي بدور ناظر المدرسة
- نظيم شعراوي بدور توفيق
- مديحة حمدي بدور نعيمة بنت الناظر
- عبد الوارث عسر بدور الشيخ خميس أبو العزايم